# Свјетско друмско првенство UCI 2018 — Екипни хронометар за мушкарце
Екипни хронометар за мушкарце на Свјетском друмском првенству 2018. одржан је 23. септембра, у Инзбруку, Аустрија. То је било 34 издање екипног хронометра за мушкарце у оквиру Свјетског друмског првенства, а седмо након успостављања такмичења за комерцијалне тимове 2012. године, с обзиром на то да је првенство за националне тимове укинуто 1994. То је било последње такмичење за комерцијалне тимове, јер је UCI одлучио да укине ту дисциплину на Свјетском првенству, уз могућност враћања екипног хронометра за националне тимове. На првенству су учествовала 22 тима, са по шест возача; њемачки тим Санвеб освојио је првенство 2017. године.
Рекордну, четврту златну медаљу освојио је тим Квик—Степ Флорс, 18 секунди иза тима Санвеб, док је БМЦ завршио трећи, додатних 1,09 секунди иза Санвеба. На подијуму су тако завршила три тима који су једини освајали Свјетско првенство у екипном хронометру.

## Рута
Дужина руте износила је 62,4 km, старт је био у долини Ецтал, док је циљ био у Инзбруку. Рута је била претежно равна, уз један успон, дужине 4,5 km, између Кематен ин Тирола и Аксамса, са просјечним нагибом 5,5%, док је максимални нагиб износио 13 процената.

## Тимови
На првенству је учествовало 12 ворлд тур тимове, један про-континентални и девет континенталних тимова.
UCI ворлд тур тимови:
| - АГ2Р Ла Мондијал - Астана - БМЦ - Бора–Ханзгро - Каћуша - Квик–Степ Флорс | - ЛотоНЛ–Јумбо - Мичелтон–Скот - Мовистар - Скај - Санвеб - Трек–Сегафредо |

Проконтинентални тимови:
| - ЦЦЦ Спранди Полковице |

Континентални тимови:
| - ВСА—Пушбајкерс - Ворарлберг—Сантик - Дукла Банска Бистрица - Елков—Аутор - Лото—Керн хаус | - Санђермини - Тирол - Фелбермајр—Симплон Велс - Хринков адварикс сајклинг |

## Преглед трке
Тимови су стартовали са по три минута размака, а први је стартово Тирол у 14:40, поставивши вријеме 1 сат, 13 минута, 51 секунда; континентални тимови Ворарлберг—Сантик и Елков—Аутор поставили су најбоља времена међу првим тимовима који су завршили — 1:12:13 и 1:10:44. Каћуша је била први ворлд тур тим и поставила је најбоље вријеме на првом прлазном циљу — 22:42, што није трајало много јер је Мичелтон—Скот тим поставио вријеме 22:14. Након што су сви тимови прошли кроз први пролазни циљ, седам тимова је била у оквиру 30 секунди иза Мичелтона: БМЦ, Квик—Степ, Скај, Санвеб, Каћуша, Мовистар и ЛотоНЛ—Јумбо.
Камерон Мејер и Џек Бауер првобитно нису могли да држе прикључак за сувозачима на успону, али су се вратили и Мичелтон је поставио најбоље вријеме и на другом пролазном циљу, након 44,8km — 50:31. Скај је изједначио то вријеме, али је Ијан Станард пао и морали су да успоре да га сачекају, због чега су изгубили доста времена. Квик Степ је поставио најбрже вријеме на другом пролазном циљу, 30 секунди испред Мичелтона, док су два последња тима на стази — БМЦ и Санвеб били спорији четири и једну секунду и наслућивало се да ће та три тима узети медаље.
Мичелтон—Скот је завршио у времену 1:08:23, али су након њих кроз циљ прошли возачи Квик—Степа и поставили ново најбоље вријеме 1:07:26. Након њих остала су још три тима, Скај је завршио 40 секунди иза, док је БМЦ завршио 19 секунди иза; последњи тим на стази, побједник првенства 2017 — Санвеб, завршио је на другом мјесту, 18 секунди иза. Квик—Степ је тако освојио рекордну, четврту титулу првака свијета у вожњи на хронометар; док је БМЦ завршио на подијуму пети пут, у својој последњој сезони.

## Резултати
Резултати трке.
| Позиција | Тим                       | Возачи | Вријеме       |
| -------- | ------------------------- | --- | ------------- |
| 1        | Квик–Степ Флорс           | Каспер Асгрен (DEN) · Лауренс де Плус (BEL) · Боб Јунгелс (LUX) · Ив Лампар (BEL) · Максимилијан Шахман (GER) · Ники Терпстра (NED)         | 1h 07' 25.94" |
| 2        | Санвеб                    | Том Димулен (NED) · Чад Хејг (USA) · Вилко Келдерман (NED) · Серен Краг Андерсен (DEN) · Мајкл Метјуз (AUS) · Сам Омен (NED)                | + 18.46"      |
| 3        | БМЦ                       | Патрик Бевин (NZL) · Дамијано Карузо (ITA) · Роан Денис (AUS) · Стефан Кинг (SUI) · Грег ван Авермат (BEL) · Тиџеј ван Гардерен (USA)       | + 19.55"      |
| 4        | Скај                      | Хонатан Кастровијехо (ESP) · Овен Дуил (GBR) · Васил Кирјенка (BLR) · Михал Квјатковски (POL) · Ђани Москон (ITA) · Ијан Станард (GBR)      | + 44.96"      |
| 5        | Мичелтон–Скот             | Џек Бауер (NZL) · Лук Дарбриџ (AUS) · Мајкл Хепберн (AUS) · Дерил Импи (RSA) · Камерон Мејер (AUS) · Матео Трентин (ITA)                    | + 56.68"      |
| 6        | Мовистар                  | Андреј Амадор (CRC) · Винер Анакона (COL) · Иманол Ервити (ESP) · Нелсон Оливеира (POR) · Марк Солер (ESP) · Јаша Сутерлин (GER)            | + 1' 31.70"   |
| 7        | Трек–Сегафредо            | Жилијен Бернар (FRA) · Матијас Брендл (AUT) · Фабио Фелине (ITA) · Михаел Гогл (AUT) · Рајан Мулен (IRL) · Томс Скујинш (LAT)               | + 2' 03.97"   |
| 8        | Бора–Ханзгро              | Маћеј Боднар (POL) · Феликс Гросшартнер (AUT) · Патрик Конрад (AUT) · Грегор Михлбергер (AUT) · Данијел Ос (ITA) · Лукас Пестилбергер (AUT) | + 2' 07.24"   |
| 9        | ЦЦЦ Спранди Полковице     | Камил Градек (POL) · Адријан Курек (POL) · Лукаш Овсијан (POL) · Шимон Сајнок (POL) · Матеуш Таћак (POL) · Јан Тратник (SLO)                | + 2' 37.44"   |
| 10       | Астана                    | Магнус Корт (DEN) · Иго Ул (CAN) · Андриј Хривко (UKR) · Танел Кангерт (EST) · Алексеј Лученко (KAZ) · Михаел Валгрен (DEN)                 | + 2' 53.79"   |
| 11       | Каћуша                    | Алекс Даусет (GBR) · Натан Хас (AUS) · Рето Холенстејн (SUI) · Тони Мартин (GER) · Нилс Полит (GER) · Мадс Вирц (DEN)                       | + 2' 55.34"   |
| 12       | Елков—Аутор               | Јан Барта (CZE) · Јосеф Черни (CZE) · Војтеч Хачески (CZE) · Алоис Канковски (CZE) · Михаел Куркле (CZE) · Јакуб Отруба (CZE)               | + 3' 17.44"   |
| 13       | ЛотоНЛ–Јумбо              | Кун Баувман (NED) · Том Лезер (NED) · Нилсон Паулес (USA) · Тимо Росен (NED) · Јос ван Емден (NED) · Дани ван Попел (NED)                   | + 3' 28.05"   |
| 14       | Ворарлберг—Сантик         | Ђан Фрисеке (SUI) · Даније Геисмајр (AUT) · Давиде Орико (ITA) · Лукас Риг (SUI) · Патрик Шелинг (SUI) · Јаник Стемле (GER)                 | + 4' 46.99"   |
| 15       | АГ2Р Ла Мондијал          | Гедиминас Багдонас (LTU) · Франсоа Бидар (FRA) · Нико Денц (GER) · Силван Дилијер (SUI) · Александер Женије (FRA) · Алексис Гужар (FRA)     | + 5' 18.50"   |
| 16       | Фелбермајр—Симплон Велс   | Филипо Фортин (ITA) · Матијас Кризек (AUT) · Данијел Ленер (AUT) · Матијас Мангерседер (GER) · Стефан Рабич (AUT) · Рикардо Цојдл (AUT)     | + 5' 39.47"   |
| 17       | Тирол                     | Тобијас Бајер (AUT) · Флоријан Гампер (AUT) · Марио Гампер (AUT) · Мануел Порцнер (GER) · Јоханес Шинагел (GER) · Џорџ Цимерман (GER)       | + 6' 24.97"   |
| 18       | Хринков адварикс сајклинг | Патрик Босман (AUT) · Маркус Фрејбергер (AUT) · Андреас Граф (AUT) · Андреас Хофер (AUT) · Доминик Хринков (AUT) · Јонас Рап (GER)          | + 7' 02.77"   |
| 19       | Санђермини                | Никола Гафурини (ITA) · Микеле Газара (ITA) · Даријо Пучони (ITA) · Николо Салвијети (ITA) · Микеле Скартецини (ITA) · Паоло Тото (ITA)     | + 7' 05.29"   |
| 20       | Лото—Керн хаус            | Лука Хен (GER) · Јан Хугер (GER) · Џошуа Хуперц (GER) · Роберт Кеслер (GER) · Јонас Руч (GER) · Данијел Вестрмателман (GER)                 | + 7' 33.42"   |
| 21       | Дукла Банска Бистрица     | Јурај Белан (SVK) · Марек Чанески (SVK) · Јан Андреј (SVK) · Мартин Махдар (SVK) · Самуел Орос (SVK) · Патрик Тибор (SVK)                   | + 8' 10.00"   |
| 22       | ВСА—Пушбајкерс            | Данијел Ауер (AUT) · Кристијан Грасман (GER) · Џошуа Харисон (AUS) · Феликс Рицингер (AUT) · Jodok Салцман (AUT) · Хелмут Третвер (GER)     | + 8' 39.49"   |